# Michael Schröder (Fußballspieler)
Michael Schröder (* 10. November 1959 in Hamburg) ist ein ehemaliger deutscher Fußballprofi. In den 1980er Jahren gehörte er zu den national und international erfolgreichen Mannschaften des Hamburger SV und VfB Stuttgart. Nach dem Ende seiner Spielerlaufbahn ist er seit Ende der 1990er Jahre beim HSV in der Nachwuchsarbeit engagiert.

## Karriere
Schröder spielte beim TuS Berne und beim FC St. Pauli. Der Abwehrspieler kam 1980 von den Amateuren des Hamburger SV zum Profifußball und gehörte Anfang der 1980er Jahre zur erfolgreichen Hamburger Mannschaft, die ihren Höhepunkt 1983 mit dem Gewinn des Europapokals der Landesmeister hatte.
In den ersten drei Jahren als Lizenzspieler – die ersten zwei davon als Vertragsamateur – wurde er kaum eingesetzt. Im vierten Jahr (1983/84) schaffte er jedoch den endgültigen Durchbruch als Profifußballer. Schröder zählte fortan zur Stammbesetzung des Hamburger SV, wo er insgesamt zwischen 1980 und 1986 zu 118 Einsätzen – davon 90 Bundesligaspiele – kam, in denen er 19 Tore schoss. Er wurde 1985 in die deutsche Nationalelf zum EM-Qualifikationsspiel in Portugal berufen, kam allerdings nicht zum Einsatz. Für die deutsche U-21-Nationalmannschaft absolvierte er sieben Länderspiele, das erste im Oktober 1983.
Im Weltpokalfinale 1983 in Tokyo gegen Gremio Porto Alegre erzielte er bei der 1:2-Niederlage des HSV den Ausgleich zum 1:1. Im Europapokal der Landesmeister kam er 1983/84 einmal und im UEFA-Pokal 1989/90 siebenmal zum Einsatz.
1986 wechselte Schröder zum VfB Stuttgart, für den er drei Jahre spielte. Dort kam er in 72 Spielen zum Einsatz, in denen er vier Tore schoss. Ebenfalls kam er für Stuttgart in der Saison 1988/89 zu elf Einsätzen im UEFA-Pokal, in denen er ein Tor schoss. Für die Schwaben lief er dabei in beiden Endspielen auf, nach einer 1:2-Auswärtsniederlage und einem 3:3-Remis im Rückspiel verpasste er an der Seite von unter anderem Maurizio Gaudino, Fritz Walter, Jürgen Klinsmann, Eike Immel, Guido Buchwald und Karl Allgöwer unter Trainer Arie Haan den Europapokaltriumph. 1989 kehrte er zum Hamburger SV zurück, der eine halbe Million D-Mark (heute ca. 0,5 Millionen Euro) Ablösesumme für ihn zahlte. Allerdings konnte er dort nicht an alte Leistungen anknüpfen. Er kam in zwei Spielzeiten auf 28 Einsätze, in denen er kein Tor mehr erzielte. Nachdem er in seiner letzten Saison nur noch zweimal gespielt hatte, verließ er 1991 den Verein und die Bundesliga und wechselte zu Tennis Borussia Berlin, mit der er 1993 in die 2. Bundesliga aufstieg. Mit Tennis Borussia Berlin spielte Schröder in der Saison 1993/94 ein Jahr in der 2. Liga. Er kam dort zu 21 Einsätzen und zwei Toren. Zuletzt spielte Schröder in der Regionalliga für den VfL 93 Hamburg, war bei dem Verein gleichzeitig auch Co-Trainer.
Von 1996 bis 1998 trainierte Schröder den Hamburger Verein SV Lurup. Später trainierte er die A-Jugend des Hamburger SV und arbeitete als Scout für den Verein. Nach dem Rücktritt Bastian Reinhardts Anfang 2013 übernahm er zusätzlich dessen Aufgaben als Nachwuchskoordinator.

## Erfolge
- Deutscher Meister: 1982, 1983 (Hamburger SV)
- Europapokals der Landesmeister: 1983 (Hamburger SV, ohne Spieleinsatz)
- UEFA-Pokal-Finalist: 1982 (Hamburger SV, ohne Spieleinsatz), 1989 (VfB Stuttgart)
- Weltpokal-Teilnahme: 1983 (Hamburger SV)
- UEFA-Super-Cup-Teilnahme: 1983 (Hamburger SV)

## Trivia
Schröder ist verheiratet und hat einen Sohn und eine Tochter.